# Berlínský zámek
Berlínský zámek (německy Berliner Schloss), též Královský zámek (Königliches Schloss), je palácová stavba v německém hlavním městě Berlíně sousedící s berlínskou katedrálou a Ostrovem muzeí. Od roku 1443 do roku 1918 byl hlavním sídlem rodu Hohenzollernů, a tedy i pruských králů (od 1701). Na příkaz prvního pruského krále Fridricha I. byl v letech 1689 až 1713 přestavěn a rozšířen podle plánů architekta Andrease Schlütera a byl od té doby považován za významné dílo pruské barokní architektury. Byl jednou z největších budov Berlína a utvářel panoráma města svou 60 metrů vysokou kupolí. Po zrušení monarchie v roce 1918 sloužil k různým vládním účelům. Byl poškozen během spojeneckého bombardování za druhé světové války. V roce 1950 byl zbořen východoněmeckými úřady. V 70. letech byl na jeho místě vystavěn modernistický Palác republiky (budova parlamentu NDR). Po znovusjednocení Německa v roce 1989 a letech diskusí, zejména o historické hodnotě obou budov, byl nakonec v roce 2009 Palác republiky zbořen a v roce 2013 začal být znovu stavěn Berlínský zámek. Rekonstrukce byla dokončena v roce 2020. V budově nyní sídlí muzeum Humboldt Forum, jež vystavuje neevropské sbírky Státního berlínské muzea.